# Storia di Shuggie Bain
Storia di Shuggie Bain (Shuggie Bain) è un romanzo dello scrittore britannico-statunitense Douglas Stuart pubblicato nel 2020.

## Trama
Glasgow, 1981. Shuggie Bain ha cinque anni e vive in un appartamento con i nonni materni, la madre Agnes, il padre Shug, il fratellastro Leek e la sorellastra Catherine. Il bambino è molto legato alla madre, una donna bellissima ma alcolizzata e insoddisfatta. L'anno successivo la famiglia lascia la casa dei nonni per trasferirsi nelle case popolari, ma presto Shug lascia la famiglia per stare con un'altra donna. Il piccolo Shuggie fatica ad adattarsi nel nuovo quartiere ed essendo vittima di bulli a causa della sua effemminatezza non va quasi mai a scuola e preferisce rimanere a casa ad occuparsi della madre.
Dopo la morte dei nonni l'alcolismo di Agnes peggiora, anche a causa della sua nuova relazione con un uomo violento. La sua salute migliora quando comincia a frequentare gli incontri degli alcolisti anonimi, grazie ai quali riesce a rimanere sobria per un anno ed iniziare una nuova relazione con il taxista Eugene. Tuttavia, Eugene la spinge a ricominciare a bere ma, disgustato dall'alcolismo di Angela, la abbandona e la donna, dopo essere stata violentata a una festa, tenta il suicidio. Nonostante il comportamento erratico di Angela, Shuggie è molto legato alla donna, ma anche la loro relazione peggiora con il passare degli anni, i numerosi fallimenti della madre e l'inizio dell'adolescenza del ragazzo. Alla fine Angela muore mentre è ubriaca e Shuggie, che ora vive in una pensione, può finalmente concentrarsi sul sogno di diventare parrucchiere.

## Accoglienza
Storia di Shuggie Bain è stato accolto positivamente dalle maggiori testate britanniche e statunitensi, tra cui The Observer, The New York Times e Daiy Telegraph. Nel 2020 il romanzo ha vinto il Booker Prize ed è stato candidato a diversi altri dei maggiori premi letterari, tra cui il National Book Award per la narrativa, il Dayton Literary Peace Prize, il National Book Critics Circle Award, l'Orwell Prize e il Premio Rathbones Folio.
Secondo McMillan il romanzo ha venduto globalmente 500.000 copie.

## Edizioni
- Douglas Stuart, Storia di Shuggie Bain, traduzione di Carlo Prosperi, Mondadori, 2021,  pp. 528, ISBN 8804735279.